# Uredni i neuredni
U istoriji veštačke inteligencije, uredan i neuredan su dva suprotna pristupa istraživanju veštačke inteligencije (VI). Razlika je napravljena tokom 1970-ih i bila je predmet diskusije do sredine 1980-ih.
„Uredni“ koriste algoritme zasnovane na jednoj formalnoj paradigmi, kao što su logika, matematička optimizacija ili neuronske mreže. Uredni potvrđuju da su njihovi programi tačni putem teorema i matematičke strogosti. Uredni istraživači i analitičari imaju tendenciju da izraze nadu da se ova jedinstvena formalna paradigma može proširiti i poboljšati, kako bi se postigla opšta inteligencija i superinteligencija.
„Neuredni” koriste bilo koji broj različitih algoritama i metoda da bi postigli inteligentno ponašanje. Neuredni se oslanjaju na inkrementalno testiranje da bi verifikovali svoje programe, a neuredno programiranje zahteva velike količine ručnog kodiranja ili inženjerskog znanja. Neuredni su tvrdili da se opšta inteligencija može primeniti samo rešavanjem velikog broja suštinski nepovezanih problema i da ne postoji srebrni metak koji će omogućiti programima da autonomno razvijaju opštu inteligenciju.
Džon Brokman upoređuje uredan pristup fizici po tome što koristi jednostavne matematičke modele kao svoju osnovu. Neuredni pristup više liči na biologiju, gde veliki deo posla uključuje proučavanje i kategorizaciju različitih fenomena.
Moderna veštačka inteligencija ima elemente neurednog i urednog pristupa. Tokom 1990-ih istraživanje veštačke inteligencije primenjivalo je matematičku strogost na svoje programe, kao što su to činili uredni istraživači. Oni takođe izražavaju nadu da postoji jedinstvena paradigma („glavni algoritam“) koja će izazvati pojavu opšte inteligencije i superinteligencije. Ali moderna veštačka inteligencija takođe liči na doprinose neurednih: moderne aplikacije za mašinsko učenje zahtevaju mnogo ručnog podešavanja i inkrementalnog testiranja; dok je opšti algoritam matematički rigorozan, postizanje specifičnih ciljeva određene aplikacije nije. Takođe, tokom ranih 2000-ih, oblast razvoja softvera je prihvatila ekstremno programiranje, što je moderna verzija neuredne metodologije - isprobajte stvari i testirajte ih, bez gubljenja vremena u potrazi za elegantnijim ili opštijim rešenjima.

## Nopomene
1. ↑  Džon Brokman piše: „Čomski je oduvek usvajao fizičarsku filozofiju nauke, a to je da imate hipoteze koje proveravate i da možete pogrešiti. Ovo je apsolutno suprotno filozofiji VI nauke, koja mnogo više liči na način na koji biolog gleda na svet. Filozofija nauke biologa kaže da su ljudska bića ono što jesu, vi pokušavate da to razumete, kategorizujete, imenujete i organizujete. Ako napravite model i on ne radi sasvim kako treba, vi morate to da popravite, to je mnogo više pogled na svet u vidu „otkrić“.“[4]

## Literatura
- Brockman, John (7. 5. 1996). Third Culture: Beyond the Scientific Revolution (на језику: енглески). Simon and Schuster. Приступљено 2. 8. 2021.
- Crevier, Daniel (1993). AI: The Tumultuous Search for Artificial Intelligence. New York, NY: BasicBooks. ISBN 0-465-02997-3..
- Domingos, Pedro (22. 9. 2015). The Master Algorithm: How the Quest for the Ultimate Learning Machine Will Remake Our World. Basic Books. ISBN 978-0465065707.
- Lehnert, Wendy C. (1. 5. 1994). „5: Cognition, Computers, and Car Bombs: How Yale Prepared Me for the 90’s”.  Ур.: Schank, Robert; Langer, Ellen. Beliefs, Reasoning, and Decision Making: Psycho-Logic in Honor of Bob Abelson (на језику: енглески) (First изд.). New York, NY: Taylor & Francis Group. стр. 150. ISBN 9781134781621. doi:10.4324/9780203773574. Приступљено 2. 8. 2021.
- Minsky, Marvin (1986). The Society of Mind. New York: Simon & Schuster. ISBN 0-671-60740-5.
- McCorduck, Pamela (2004), Machines Who Think (2nd изд.), Natick, MA: A. K. Peters, Ltd., ISBN 1-56881-205-1.
- Russell, Stuart J.; Norvig, Peter (2003). Artificial Intelligence: A Modern Approach (2nd изд.). Upper Saddle River, New Jersey: Prentice Hall. ISBN 0-13-790395-2.
- Russell, Stuart J.; Norvig, Peter (2021). Artificial Intelligence: A Modern Approach (4th изд.). Hoboken: Pearson. ISBN 9780134610993. LCCN 20190474.
- Winograd, Terry; Flores (1986). Understanding Computers and Cognition: A New Foundation for Design. Ablex Publ Corp.
- Anderson, John R. (2005). „Human symbol manipulation within an integrated cognitive architecture”. Cognitive Science. 29 (3): 313—341. PMID 21702777. doi:10.1207/s15516709cog0000_22 .
- Brooks, Rodney A. (2001-01-18). „The Relationship Between Matter and Life”. Nature. 409 (6818): 409—411. Bibcode:2001Natur.409..409B. PMID 11201756. S2CID 4430614. doi:10.1038/35053196 .